# Aconibe
Aconibe är en ort i Ekvatorialguinea.   Den ligger i provinsen Provincia de Wele-Nzas, i den sydöstra delen av landet, 400 km sydost om huvudstaden Malabo. Aconibe ligger 683 meter över havet och antalet invånare är 11 192.
Terrängen runt Aconibe är platt. Runt Aconibe är det glesbefolkat, med 13 invånare per kvadratkilometer. Det finns inga andra samhällen i närheten. I omgivningarna runt Aconibe växer i huvudsak städsegrön lövskog.